# Asio
För andra betydelser, se Asio (olika betydelser).
Asio är ett släkte med ugglor inom familjen Strigidae. Släktet omfattar hornugglorna som karaktäriseras av fjädertofsar på huvudet, vilka påminner om öron. 

## Utbredning
Släktet finns representerat över stora delar av världen. Bland annat är jorduggla en av världens mest spridda fågelarter som häckar i Europa, Asien, Nord och Sydamerika, Karibien, Hawaii och på Galápagosöarna. Dess utbredningsområde sträcker sig över alla kontinenter förutom Antarktis och Australien. De populationer av arterna hornuggla och jorduggla som häckar i nordligare regioner är flyttfåglar eller uppträder nomadiskt under dåliga sorkår. De arter som lever i tropikerna är mestadels stannfåglar.

## Utseende
Asio-ugglorna är medelstora ugglor som mäter 30–46 cm på längden och med ett vingspann på 80–103 cm. De är långvingade och har en karaktäristisk platt ansiktscirkel och fjädertofsar på huvudet.

## Ekologi
Dessa ugglor är till största delen nattaktiva, men jordugglan är även skymningsaktiv. Flertalet av arterna häckar på marken, men hornugglan häckar i övergivna grenbon byggda av kråkor, korpar eller skator, och även i bon av olika hökar. De födosöker främst i öppna biotoper som fält och gräsmarker, och tar gnagare, andra mindre däggdjur och en del fågel.

## Taxonomi
Efter genetiska studier omfattar släktet idag vanligen nio nu levande arter:
- Skräckuggla (Asio solomonensis) – tidigare i Nesasio
- Kapuggla (Asio capensis)
- Jorduggla (Asio flammeus)
- Mörk hornuggla (Asio stygius)
- Strimmig hornuggla (Asio clamator) – tidigare i ’’Pseudoscops eller Rhinoptynx
- Jamaicauggla (Asio grammicus) – tidigare i Pseudoscops
- Madagaskarhornuggla (Asio madagascariensis)
- Afrikansk hornuggla (Asio abyssinicus)
- Hornuggla (Asio otus)

Två fossila arter erkänns idag som hörande till släktet:
- Asio brevipes Ford & Murray, 1967 – sen pliocen från Hagerman, USA
- Santarosaeuggla (Asio priscus) Howard, 1964 – sen pleistocen eller tidig holocen från Santa Rosa Island, USA

"Asio" longaevus förs till släktet av Mlíkovský, 1998 men först av andra till släktet Bubo. Den tidigare antagna fossilet "Asio" henrici från sen eocen/tidig oligocen förs idag till tornugglesläktet Selenornis. "Asio" pygmaeus (ofta felstavat pigmaeus) kan inte med säkerhet föras till släktet eftersom typen är försvunnen och kräver därför mer studier av materialet. "Asio" collongensis (mellersta miocen från Vieux-Collonges, Frankrike) placeras numera i släktet Alasio.